# FK Lida
Maillots
Le Futbolny Klub Lida, plus couramment abrégé en FK Lida (en russe : ФК Лида, et en biélorusse : ФК Ліда), est un club biélorusse de football fondé en 1962 et basé dans la ville de Lida.

## Histoire

### Repères historiques
- 1962 : fondation du club sous le nom de Krasnoye Znamya Lida
- 1963 : le club est renommé Vympel Lida
- 1971 : le club est renommé Obuvshchik Lida
- 1997 : le club est renommé FK Lida

## Bilan sportif

### Palmarès
| Compétitions nationales | Compétitions soviétiques                                                      |
| --- | ----------------------------------------------------------------------------- |
| - Championnat de Biélorussie D2 (2) : - Champion : 1994 et 1998. - Championnat de Biélorussie D3 (1) : - Champion : 2011. - Vice-champion : 2007. | - Championnat de RSS Biélorussie (4) : - Champion : 1983, 1985, 1986 et 1989. |

### Bilan par saison
| Saison    | Championnat | Championnat | Championnat | Championnat | Championnat | Championnat | Championnat | Championnat | Championnat | Championnat | Coupe de Biélorussie |
| Saison    | Division    | Pos         | Pts         | J           | V           | N           | D           | BP          | BC          | Diff        | Coupe de Biélorussie |
| --------- | ----------- | ----------- | ----------- | ----------- | ----------- | ----------- | ----------- | ----------- | ----------- | ----------- | -------------------- |
| 1992      | 1re         | 12e         | 11          | 15          | 4           | 3           | 8           | 13          | 18          | -5          | Huitièmes de finale  |
| 1992-1993 | 1re         | 16e         | 17          | 32          | 4           | 9           | 19          | 13          | 45          | -32         | Seizièmes de finale  |
| 1993-1994 | 2e          | 1er         | 43          | 30          | 18          | 7           | 5           | 46          | 16          | +30         | Seizièmes de finale  |
| 1994-1995 | 1re         | 8e          | 30          | 30          | 10          | 10          | 10          | 32          | 36          | -4          | Huitièmes de finale  |
| 1995      | 1re         | 12e         | 16          | 15          | 4           | 4           | 7           | 15          | 23          | -8          | Seizièmes de finale  |
| 1996      | 1re         | 15e         | 24          | 30          | 6           | 6           | 18          | 26          | 43          | -17         | Seizièmes de finale  |
| 1997      | 2e          | 3e          | 65          | 30          | 20          | 5           | 5           | 59          | 24          | +35         | Seizièmes de finale  |
| 1998      | 2e          | 1er         | 74          | 30          | 23          | 5           | 2           | 65          | 19          | +46         | Huitièmes de finale  |
| 1999      | 1re         | 13e         | 25          | 30          | 7           | 4           | 19          | 27          | 64          | -37         | Seizièmes de finale  |
| 2000      | 1re         | 14e         | 19          | 30          | 3           | 10          | 17          | 16          | 60          | -44         | Quarts de finale     |
| 2001      | 2e          | 9e          | 34          | 28          | 9           | 7           | 12          | 27          | 33          | -6          | Seizièmes de finale  |
| 2002      | 2e          | 6e          | 46          | 30          | 14          | 4           | 12          | 39          | 39          | 0           | 32es de finale       |
| 2003      | 2e          | 8e          | 43          | 30          | 13          | 4           | 13          | 45          | 35          | +10         | 32es de finale       |
| 2004      | 2e          | 8e          | 40          | 30          | 11          | 7           | 12          | 37          | 30          | +7          | -                    |
| 2005      | 2e          | 10e         | 37          | 30          | 10          | 7           | 13          | 41          | 43          | -2          | Huitièmes de finale  |
| 2006      | 2e          | 13e         | 23          | 26          | 6           | 5           | 15          | 23          | 45          | -22         | Seizièmes de finale  |
| 2007      | 3e          | 2e          | 65          | 30          | 20          | 5           | 5           | 78          | 34          | +44         | Seizièmes de finale  |
| 2008      | 2e          | 11e         | 25          | 26          | 6           | 7           | 13          | 24          | 45          | -21         | Seizièmes de finale  |
| 2009      | 2e          | 11e         | 26          | 26          | 6           | 8           | 12          | 19          | 31          | -22         | Seizièmes de finale  |
| 2010      | 2e          | 16e         | 19          | 30          | 4           | 7           | 19          | 23          | 59          | -36         | 32es de finale       |
| 2011      | 3e          | 1er         | 73          | 30          | 23          | 4           | 3           | 60          | 21          | +39         | Seizièmes de finale  |
| 2012      | 2e          | 11e         | 30          | 28          | 8           | 6           | 14          | 32          | 49          | -17         | Quarts de finale     |
| 2013      | 2e          | 4e          | 52          | 30          | 15          | 7           | 8           | 53          | 38          | +15         | Seizièmes de finale  |
| 2014      | 2e          | 14e         | 31          | 30          | 10          | 1           | 19          | 46          | 64          | -18         | Seizièmes de finale  |
| 2015      | 2e          | 6e          | 50          | 30          | 15          | 5           | 10          | 60          | 53          | +7          | Seizièmes de finale  |
| 2016      | 2e          | 6e          | 38          | 26          | 11          | 5           | 10          | 26          | 33          | -7          | Seizièmes de finale  |
| 2017      | 2e          | 14e         | 28          | 30          | 6           | 10          | 14          | 28          | 39          | -11         | Seizièmes de finale  |
| 2018      | 2e          | 4e          | 58          | 28          | 18          | 4           | 6           | 45          | 18          | +27         | 32es de finale       |
| 2019      | 2e          | 7e          | 44          | 28          | 12          | 8           | 8           | 49          | 32          | +17         | Seizièmes de finale  |
| 2020      | 2e          | 7e          | 31-3        | 26          | 9           | 7           | 10          | 37          | 42          | -5          | Seizièmes de finale  |
| 2021      | 2e          | 11e         | 21          | 33          | 4           | 9           | 20          | 33          | 75          | -42         | 32es de finale       |
| 2022      | 2e          | 10e         | 26          | 24          | 6           | 8           | 10          | 35          | 43          | -8          | Seizièmes de finale  |
| 2023      | 2e          | 10e         | 41          | 32          | 12          | 5           | 15          | 44          | 48          | -4          | Seizièmes de finale  |
| 2024      | 2e          | 6e          | 52          | 34          | 15          | 7           | 12          | 48          | 40          | +8          | Seizièmes de finale  |

Légende
- Promu en division supérieure.
- Relégué en division inférieure.